# Instituto Nacional de Estadística de Guatemala
El Instituto Nacional de Estadística (INE) es un organismo guatemalteco. Se trata de un órgano con carácter de entidad estatal descentralizada, semiautónoma, con personalidad jurídica, patrimonio propio y plena capacidad para adquirir derechos y contraer obligaciones que tiendan al desarrollo de sus fines. El INE está adscrito al Ministerio de Economía, siendo su duración indefinida.
El INE tiene como objetivo principal formular y realizar la política estadística nacional, así como planificar, dirigir, coordinar y supervisar las actividades del Sistema Estadístico Nacional.

## Funciones
Las funciones del Instituto Nacional de Estadística son las siguientes:
1) Investigar y definir las necesidades de información que requieran las distintas actividades del país.
2) Supervisar, coordinar y evaluar las operaciones de investigación, recolección, formación, análisis y divulgación que lleve a cabo el Sistema Estadístico Nacional.
3) Ejercer jurisdicción técnica en materia estadística sobre las entidades y dependencias que integran el Sistema Estadístico Nacional, las cuales en lo administrativo, estarán sujetas exclusivamente a la jurisdicción que les corresponde.
4) Promover y ejecutar programas de capacitación de personal y asistencia técnica, en materia estadística y otras actividades que contribuyan al cumplimiento de sus finalidades.
5) Promover, organizar, dirigir y ejecutar por sí mismo o en coordinación con otras entidades colaboradoras, investigaciones o encuestas generales y especiales de carácter estadístico nacional o en cumplimiento de convenios internacionales.
6) Recolectar, elaborar y publicar las estadísticas oficiales, salvo las expresamente asignadas a otras entidades o dependencias.
7) Establecer y mantener actualizado un inventario de las series estadísticas, producidas por las entidades y dependencias integrantes del Sistema Estadístico Nacional.
8) Actuar como órgano central de información y de distribución de datos estadísticos oficiales, tanto en el ámbito nacional como en el internacional.
9) Promover y supervisar la aplicación uniforme de métodos, procedimientos, definiciones, clasificaciones y normas técnicas, para la ejecución de los programas estadísticos.
10) Establecer y mantener un registro centralizado de cuestionarios, formularios, instructivos y otros documentos autorizados y utilizados por las entidades y dependencias del Sistema Estadístico Nacional, para la obtención de información estadística.
11) Establecer y mantener un registro de los lugares poblados de la República, con sus categorías administrativas y características más sobresalientes.
12) Participar en reuniones, seminarios, congresos, conferencias, o cualesquiera otros eventos de similar naturaleza, nacionales e internacionales, relacionados con la materia estadística.
13) Tener acceso a todos los registros estadísticos de entidades y dependencias públicas para estudiar su funcionamiento, comprobar la veracidad de las informaciones estadísticas que le proporcionen.
14) Prestar servicios remunerados de asistencia técnica, investigación y otros relacionados con sus finalidades.
15) Las demás funciones que le correspondan de acuerdo con su naturaleza y objetivos.